# Žiga Škoflek
Žiga Škoflek (Vojnik, 22 luglio 1994) è un calciatore sloveno, centrocampista dell'Heiligenkreuz.

## Carriera
Il 23 agosto 2019, ha firmato un contratto con la squadra russa dell'Orenburg. Ha esordito nella massima serie russa con l'Orenburg il 25 agosto 2019, in occasione dell'incontro con l'Arsenal Tula, partendo da titolare.